# Finney
Finney — метеорит-хондрит масою 10700 грам.